# Shanti Devi
Shanti Devi (Delhi, India, 11 de dezembro de 1926 - 27 de dezembro de 1987) ficou conhecida por sua suposta reencarnação, pois, desde criança, relatava que ela já havia tido uma vida anterior. Ela visitou o local antigo em que teria vivido com o nome de Lugdi Devi, reencontrando seu marido e filhos.

## Histórico
Ainda criança, na década de 1930, ela começou a comentar lembranças detalhadas de uma suposta vida passada. De acordo com os relatos, quando ela tinha quatro anos de idade, disse a seus pais que a sua verdadeira casa ficava em Mathura, onde viveu com seu marido, a cerca de 145 milhas de sua casa atual, em Nova Deli. Desaprovada pelos pais, ela fugiu de casa aos seis anos de idade, tentando chegar a Mathura. De volta para casa, na escola, ela declarou que fora casada e morreu dez dias depois de ter dado à luz uma criança.
Entrevistada por seu professor e diretor, ela usou palavras do dialeto de Mathura e teria divulgado o nome de seu marido, o comerciante Kedar Nath. O diretor localizou um comerciante com esse nome, em Mathura, o qual havia perdido sua esposa, que se chamava Lugdi Devi, nove anos antes, dez dias depois de ter dado à luz. Kedar Nath viajou para Delhi, fingindo ser seu próprio irmão, mas Shanti Devi o reconheceu. Ela sabia vários detalhes da vida de Kedar com sua esposa, conseguindo convencê-lo de que era realmente a reencarnação de Lugdi Devi.

## Investigação
O caso foi levado ao conhecimento de Mahatma Gandhi, que estabeleceu uma comissão para investigá-lo. A comissão viajou com Shanti Devi a Mathura, chegando em 15 de novembro de 1935. Lá ela reconheceu vários membros da família, incluindo o avô de Lugdi Devi. Shanti também descobriu que Kedar tinha se esquecido de manter uma série de promessas que tinha feito para Lugdi em seu leito de morte.
Um relatório foi publicado em 1936, concluindo que Shanti Devi era de fato a reencarnação de Lugdi Devi. Dois outros relatórios foram escritos na época, o primeiro foi uma crítica à suposta reencarnação e o segundo foi uma réplica ao relatório anterior. Um novo relatório, com base em entrevistas realizadas em 1936, foi publicado em 1952. Mais tarde, Shanti foi entrevistada novamente e um autor sueco que a tinha visitado duas vezes publicou um livro sobre o caso, em 1994. A tradução em inglês surgiu em 1998.
Shanti Devi não se casou. Ela contou a sua história mais uma vez no final da década de 1950 e ainda outra vez onze anos depois, em 1986, quando foi entrevistada por Ian Stevenson e K. S. Rawat. Também nessa entrevista, ela contou sua experiência de quase morte. Rawat continuou suas investigações e uma última entrevista aconteceu apenas quatro dias antes da morte de Shanti, em 27 de dezembro de 1987.
Shanti Devi significa Deusa da Paz em sânscrito.